# Vela ai Giochi della XXVII Olimpiade
Le gare di vela ai Giochi della XXVII Olimpiade si svolsero dal 17 al 30 settembre 2000 presso l'Olympic Sailing Shore Base all'interno del Port Jackson.
Il programma previde undici eventi, otto maschili e tre femminili, per un totale di 402 atleti, di cui 307 uomini e 95 donne.

## Podi

### Uomini
| Evento             | Oro                                                     | Argento                                             | Bronzo                                                  |
| Mistral (dettagli) | Christoph Sieber                                        | Carlos Espínola                                     | Aaron McIntosh                                          |
| Finn (dettagli)    | Iain Percy                                              | Luca Devoti                                         | Fredrik Lööf                                            |
| 470 (dettagli)     | Australia Tom King Mark Turnbull                        | Stati Uniti Paul Foerster Robert Merrick            | Argentina Juan de la Fuente Javier Conte                |
| Star (dettagli)    | Stati Uniti Mark Reynolds Magnus Liljedahl              | Gran Bretagna Ian Walker Mark Covell Mike Wolfs     | Brasile Torben Grael Marcelo Ferreira                   |
| Soling (dettagli)  | Danimarca Jesper Bank Henrik Blakskjaer Thomas Jacobsen | Germania Jochen Schümann Gunnar Bahr Ingo Borkowski | Norvegia Paul Davis Herman Johannessen Espen Stokkeland |
| Laser (dettagli)   | Ben Ainslie                                             | Robert Scheidt                                      | Michael Blackburn                                       |
| 49er (dettagli)    | Finlandia Jyrki Järvi Thomas Johanson                   | Gran Bretagna Ian Barker Simon Hiscocks             | Stati Uniti Jonathan McKee Charlie McKee                |
| Tornado (dettagli) | Austria Roman Hagara Hans-Peter Steinacher              | Australia John Forbes Darren Bundock                | Germania Roland Gäbler René Schwall                     |

### Donne
| Evento             | Oro                                       | Argento                                 | Bronzo                                 |
| Mistral (dettagli) | Alessandra Sensini                        | Amelie Lux                              | Barbara Kendall                        |
| Europa (dettagli)  | Shirley Robertson                         | Margriet Matthijsse                     | Serena Amato                           |
| 470 (dettagli)     | Australia Jenny Armstrong Belinda Stowell | Stati Uniti Jennifer Isler Sarah Glaser | Ucraina Ruslana Taran Olena Pakholchyk |

## Medagliere
| Posizione | Paese       | Oro | Argento | Bronzo | Totale |
| --------- | ----------- | --- | ------- | ------ | ------ |
| 1         | Regno Unito | 2   | 1       | 2      | 5      |
| 2         | Brasile     | 2   | 0       | 0      | 2      |
| 3         | Spagna      | 1   | 2       | 0      | 3      |
| 4         | Austria     | 1   | 1       | 0      | 2      |
| 4         | Grecia      | 1   | 1       | 0      | 2      |
| 4         | Stati Uniti | 1   | 1       | 0      | 2      |
| 7         | Francia     | 1   | 0       | 1      | 2      |
| 8         | Israele     | 1   | 0       | 0      | 1      |
| 8         | Norvegia    | 1   | 0       | 0      | 1      |
| 10        | Ucraina     | 0   | 2       | 0      | 2      |
| 11        | Canada      | 0   | 1       | 0      | 1      |
| 11        | Cina        | 0   | 1       | 0      | 1      |
| 11        | Rep. Ceca   | 0   | 1       | 0      | 1      |
| 14        | Danimarca   | 0   | 0       | 2      | 2      |
| 15        | Argentina   | 0   | 0       | 1      | 1      |
| 15        | Italia      | 0   | 0       | 1      | 1      |
| 15        | Giappone    | 0   | 0       | 1      | 1      |
| 15        | Polonia     | 0   | 0       | 1      | 1      |
| 15        | Slovenia    | 0   | 0       | 1      | 1      |
| 15        | Svezia      | 0   | 0       | 1      | 1      |
| Totale    | Totale      | 11  | 11      | 11     | 33     |